# (341) Калифорния
(341) Калифорния (англ. California) — очень светлый астероид главного пояса, который принадлежит к спектральному классу S и входит в состав семейства Флоры. Он был открыт 25 сентября 1892 года немецким астрономом Максом Вольфом в обсерватории Хайдельберга и назван в честь крупного американского штата Калифорния.

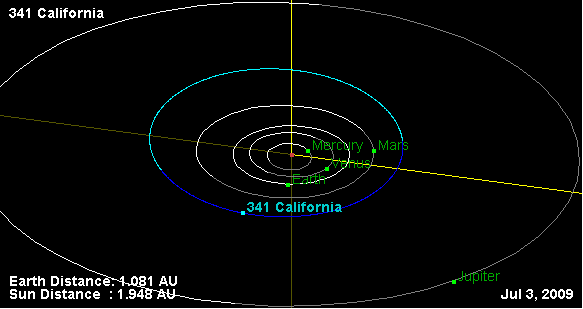
Орбита астероида Калифорния и его положение в Солнечной системе